# طائر الشوك مبقع الصدر
طائر الشوك مبقع الصدر (الاسم العلمي: Phacellodomus maculipectus)، هو نوع من الطيور يتبع جنس طائر الشوك ضمن فصيلة الفرنارية ضمن رتبة العصفوريات.